# Marko Rog
Marko Rog (nascut el 19 de juliol de 1995) és un futbolista professional croat que juga com a migcampista pel Dinamo de Zagreb a la Primera Divisió de futbol de Croàcia i a la selecció croata de futbol.

## Carrera de club
Rog va començar la seva carrera com a sènior a l'NK Varaždin. A la tercera divisió de Croàcia, Rog fou el màxim golejador del Varaždin, amb 17 gols en 30 partits de lliga, en què el seu equip acabà 7è.
L'estiu de 2014 va fitxar per l'RNK Split de la primera divisió de Croàcia. El 28 de juliol de 2014, Rog va debutar professionalment amb l'RNK Split jugant contra l'Istra 1961. La seva primera i única temporada amb l'Split fou molt reeixida, i hi va marcar nou gols en 44 partits.
El juny de 2015, Rog va fitxar pel Dinamo de Zagreb, amb un contracte per cinc anys, i un traspàs al voltant de 5 milions d'euros. El de 12 juliol de 2015, a 19 anys, va debutar oficialment en lliga amb el Dinamo de Zagreb, entrant al minut 62 en substitució d'Ante Ćorić en el primer partit de lliga de la temporada, contra el Hajduk Split, a casa; en aquell partit, hi va veure una targeta groga.

## Carrera internacional
El 12 de novembre de 2014 Rog va debutar amb la selecció en un partit contra l'Argentina, entrant al minut 84 en substitució de Duje Čop. El 2016 fou un dels 23 seleccionats per formar part de la selecció croata que disputava l'Eurocopa 2016.

## Estadístiques
| Club             | Temporada | Lliga   | Lliga | Copa    | Copa | Europa  | Europa | Total   | Total |
| Club             | Temporada | Partits | Gols  | Partits | Gols | Partits | Gols   | Partits | Gols  |
| ---------------- | --------- | ------- | ----- | ------- | ---- | ------- | ------ | ------- | ----- |
| Varaždin         | 2013–14   | 30      | 17    | 1       | 0    | –       | –      | 31      | 17    |
| RNK Split        | 2014–15   | 30      | 7     | 7       | 1    | 7       | 1      | 44      | 9     |
| Dinamo de Zagreb | 2015–16   | 21      | 2     | 0       | 0    | 12      | 2      | 33      | 4     |
| Total            | Total     | 81      | 26    | 8       | 1    | 19      | 3      | 108     | 30    |